# Навальвільяр-де-Пела
Навальвільяр-де-Пела (ісп. Navalvillar de Pela) — муніципалітет в Іспанії, у складі автономної спільноти Естремадура, у провінції Бадахос. Населення — 4860 осіб (2010).
Муніципалітет розташований на відстані близько 210 км на південний захід від Мадрида, 130 км на схід від Бадахоса.
На території муніципалітету розташовані такі населені пункти: (дані про населення за 2010 рік)
- Навальвільяр-де-Пела: 4320 осіб
- Обандо: 223 особи
- Вегас-Альтас: 317 осіб

## Демографія
Динаміка населення (INE ):